# Changement de toponymes en Grèce

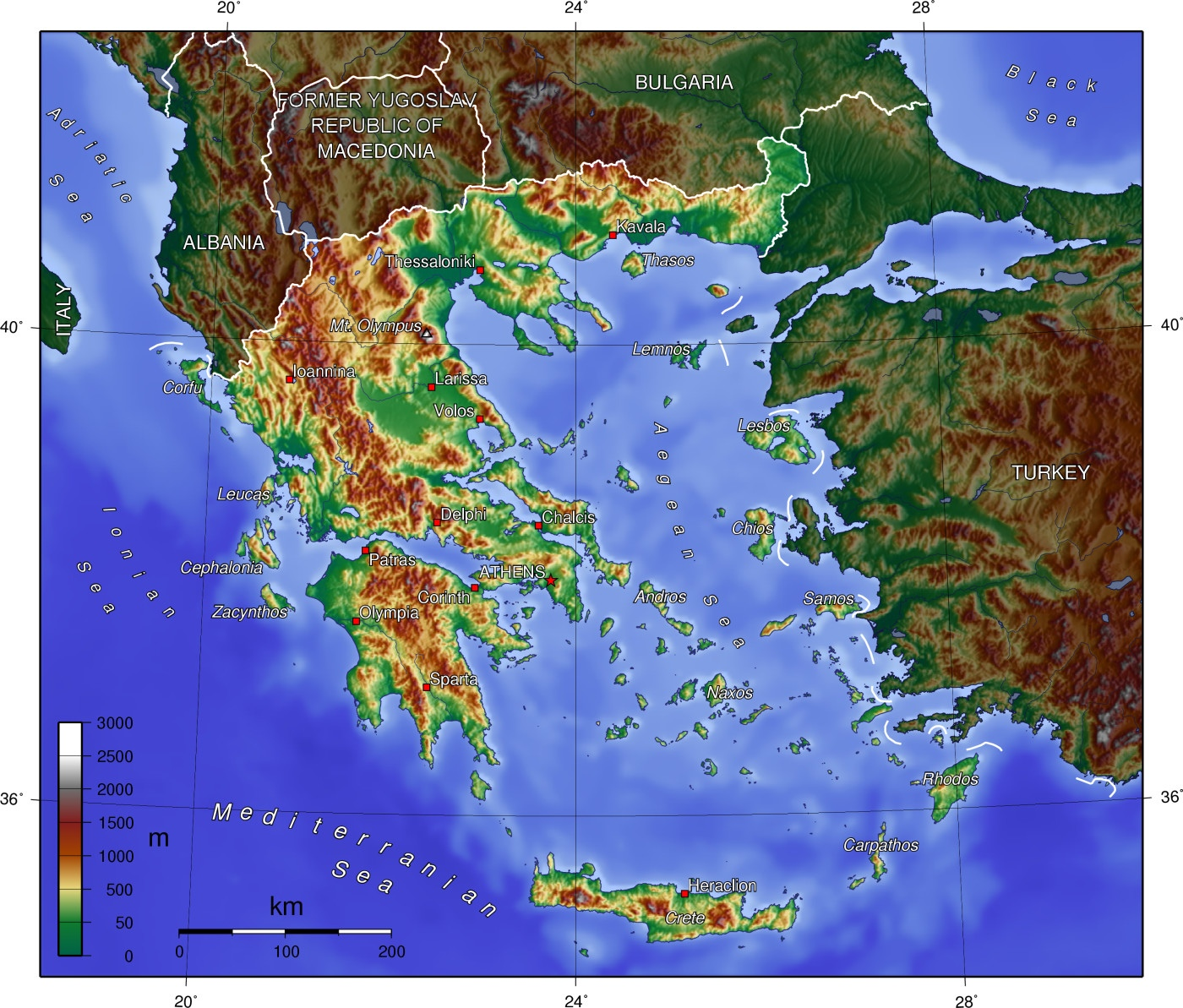
Carte topographique de la Grèce.

L'État grec a changé de nombreux noms géographiques et topographiques d'origine non grecque par des noms grecs dans le cadre de la politique de l'hellénisation,. L'objectif principal de l'initiative était d'assimiler ou de dissimuler les noms de lieux jugés étrangers et sources de division contre l'unité de la Grèce ou considérés comme du « mauvais grec ». Les noms considérés comme étrangers étaient généralement d'origine turque, albanaise et slave. La plupart des changements de noms de lieux ont eu lieu dans le nord de la Grèce et dans les régions habitées par les Arvanites dans le centre de la Grèce.
Cette politique a commencé après l’indépendance de la Grèce de l'Empire ottoman au début des années 1830. Elle s'est poursuivie lors de l'expansion territoriale de la Grèce dans les décennies qui suivent: en Thessalie depuis 1881, après les guerres balkaniques en Macédoine depuis 1913, et en Thrace occidentale depuis 1920. Le dernier changement de nom a eu lieu en 1998.

## Histoire
Les régions formant la Grèce d'aujourd'hui a été habitée par différents peuples au cours de l'histoire, et les toponymes du pays reflètent la diversité de leurs origines. L'hellénisation des toponymes en Grèce a commencé peu après l'indépendance grecque. De nombreux noms de lieux grecs d'origine non grecque ont été remplacés par d'anciens noms censés avoir un lien avec la région. Par exemple, le nom antique du Pirée a été ressuscité au XIXe siècle, après avoir été appelé Drakos en grec, Porto Leone en vénitien et Aslan Limani en turc pendant des siècles, d'après le Lion du Pirée qui s'y trouvait.
En 1909, l'existence d'un grand nombre de toponymes non grecs gênait le gouvernement. En 1909, la commission de toponymie nommée par le gouvernement rapporte que tous les villages grecs sur trois (30 % du total) devraient changer de nom (sur les 5 069 villages grecs, 1 500 étaient considérés comme « parlant une langue barbare »).
Après le départ des populations slaves et musulmanes entre 1912 et 1926, le gouvernement grec a renommé de nombreux endroits avec des noms anciens ressuscités, des noms locaux en langue grecque, et des traductions des noms non grecs et des noms non grecs ont été officiellement supprimés,. Bien que la majorité de la population soit grecque,,, Le changement de nom a été considéré comme un moyen d'établir une conscience ethnique collective. Plusieurs noms grecs historiques d'Asie Mineure ont également été introduits dans la région, principalement par les réfugiés réinstallés. De nombreux noms grecs démotiques ont également été remplacés par une forme grecque katharévousa, habituellement différente seulement morphologiquement. Ce processus a commencé en 1926 et s'est poursuivi dans les années 1960.